# Rio Unini
Rio Unini är ett vattendrag i Brasilien.   Det ligger i delstaten Amazonas, i den nordvästra delen av landet, 2 200 km nordväst om huvudstaden Brasília.
I omgivningarna runt Rio Unini växer i huvudsak städsegrön lövskog. Trakten runt Rio Unini är nära nog obefolkad, med mindre än två invånare per kvadratkilometer.